# Stymies
Stymies (engl. für „hindert“) ist eine Regelform beim Golf, die 1951 von der Royal & Ancient Golf Club of St Andrews (R&A) und der United States Golf Association abgeschafft wurde. Sie besagte, dass Bälle auf dem Grün erst dann markiert und aufgenommen werden dürfen, wenn die zwei betroffenen Bälle weniger als sechs Zoll auseinander liegen. Um einen Stymie handelt es sich also, wenn ein Ball auf der Puttlinie eines anderen Balles liegt. Da dieser behindernde Ball nicht aufgenommen werden durfte, konnte man ihn nur über- oder umspielen.
Heute darf ein Ball auf dem Grün aufgenommen und geputzt werden, nachdem seine Position mit einem geeigneten Ballmarker markiert wurde. Sollte dieser Ballmarker auf der Puttlinie eines Mitspielers liegen, so kann diese Markierung auch versetzt werden. Nachdem der Mitspieler seinen Putt ausgeführt hat, muss die Markierung wieder an die Originalposition versetzt werden.